# Orimarga (Orimarga) setilobata
Orimarga (Orimarga) setilobata is een tweevleugelige uit de familie steltmuggen (Limoniidae). De soort komt voor in het Palearctisch gebied.